# Махмадбеков, Сомон Моёншоевич
Сомон Моёншоевич Махмадбеков (род. 24 марта 1999, Иркутск) — таджикский дзюдоист. Бронзовый призёр летних Олимпийских игр 2024 года. Бронзовый призёр чемпионата мира 2024 года. Финалист чемпионата Азии 2021. Победитель Азиатских игр 2023 и первенства мира среди юниоров 2019.

## Биография
Сомон Моёншоевич Махмадбеков родился 24 марта 1999 года в Иркутске, Российская Федерация. Родители Сомона Моёншо Махмадбеков и Джамиля Парвонаева родом из Ванджского района Таджикистана.
В 2019 году Сомон объявлен лучшим спортсменом в Таджикистане
Весной 2024 года на предолимпийском чемпионате мира, который состоялся в Объединённых Арабских Эмиратах, завоевал бронзовую медаль. В поединке за третье место он одолел соперника из Грузии Дмитрия Гочилаидзе.
На летних Олимпийских играх 2024 года в Париже завоевал бронзовую медаль, одолев в схватке за третье место итальянца Антонио Эспозито.
Является братом Махмадбека Махмадбекова, который выступает в составе сборной ОАЭ по дзюдо.

## Спортивные результаты
- Взрослый уровень:
  - Кубок Азии 2018 (Гонконг) — ;[4]
  - Турнир серии «Большой шлем» 2019 (Осака, Япония)[5] — ;
  - Турнир серии «Большой шлем» 2023 (Казахстан) — 
  - Турнир «Гран-при» 2023 (Душанбе) — 
  - Чемпионат Азии 2021 (Бишкек, Кыргызстан) — ;[6] 
  - Чемпионат Азии 2022 (Нур-Султан, Казахстан) — ;
- Юниорский уровень:
  - Первенство мира 2017 (Загреб, Хорватия) — ;
  - Первенство мира 2019 (Марракеш, Марокко) — ;[7][8]

## Награды
- Орден «Шараф» II степени (2024)[9]